# Kinh tế Liban
Kinh tế Liban được phân loại là một nền kinh tế đang phát triển. GDP danh nghĩa được ước tính đạt 57 tỷ đô la Mỹ, thu nhập bình quân đầu người đạt mức 12.454 USD/người vào năm 2019, chỉ số phát triển con người (HDI) ở mức cao. Chi tiêu của chính phủ lên tới gần 16 tỷ đô la trong năm 2018, tương đương 23% GDP.
Nền kinh tế Liban được mở rộng đáng kể sau cuộc nội chiến vào năm 2006, với mức tăng trưởng trung bình 9,1% từ năm 2007 đến 2010. Sau năm 2011, nền kinh tế cả nước bị ảnh hưởng bởi cuộc nội chiến ở Syria, tăng trưởng trung bình hàng năm giảm xuống đáng kể, ở mức 1,7% trong giai đoạn 2011-2016 và 1,5% trong năm 2017. Năm 2018, quy mô của GDP được ước tính là 54,1 tỷ đô la. Liban là quốc gia mắc nợ cao thứ ba trên thế giới về tỷ lệ nợ trên GDP. Các khoản thanh toán lãi đã tiêu thụ 48% doanh thu của chính phủ trong nước vào năm 2016, do đó hạn chế khả năng của chính phủ trong việc đầu tư cần thiết vào cơ sở hạ tầng và các hàng hóa công cộng khác.
Nền kinh tế Liban phát triển theo định hướng du lịch và dịch vụ. Liban có truyền thống Laissez-faire mạnh mẽ, Hiến pháp quy định "hệ thống kinh tế là tự do và đảm bảo sáng kiến tư nhân và quyền sở hữu tư nhân". Các ngành kinh tế chính bao gồm các sản phẩm kim loại, ngân hàng, nông nghiệp, hóa chất và thiết bị vận tải. Các lĩnh vực tăng trưởng chính bao gồm ngân hàng và du lịch. Không có hạn chế về ngoại hối hoặc chuyển động vốn.